# Ojcowie Kościoła
Ojcowie Kościoła (łac. Patres Ecclesiae) – pisarze i teologowie we wczesnym chrześcijaństwie, w epoce bezpośrednio po czasach apostolskich, aż do czasów średniowiecza. Pierwszymi ojcami Kościoła byli ojcowie apostolscy (Patres apostolici), nazwani tak ze względu na to, iż uczestniczyli jeszcze w Kościele, któremu przewodzili apostołowie lub pisali pod bezpośrednim wpływem życia Kościoła czasów apostolskich. Okres ojców trwał do VIII wieku. Doktryna starożytnych i wczesnośredniowiecznych ojców Kościoła, a także dział teologii zajmujący się ich nauczaniem, nazywa się patrystyką.

## Nazwa
Pojęcie „ojciec Kościoła” w starożytności chrześcijańskiej miało sens duchowy. W Liście do Koryntian (1 Kor. 4,15) apostoł Paweł pisze: „Bo choćbyście mieli dziesięć tysięcy wychowawców w Chrystusie, to ojców macie niewielu”. Dokładniej wyjaśnił to Ireneusz z Lyonu: Jeśli ktoś jest pouczony słowem przez drugiego, to nazywa się go synem, a tamtego ojcem. Było to więc popularne w starożytności utożsamianie ojcostwa duchowego z nauczaniem. W przekonaniu pierwszych chrześcijan biskup był nauczycielem zasad wiary, stąd jemu przede wszystkim przysługiwał ten zaszczytny tytuł. Później określenie ojcowie Kościoła związano z pisarzami o niekwestionowanej wiedzy (łac. doctrina orthodoxa), świętym życiu (łac. sanctitas vitae) i zaaprobowanych przez Kościół (łac. approbatio) świadków nauki o wierze.

## Kryteria ustalania ojców Kościoła
Współcześnie „ojcami Kościoła” Kościół katolicki nazywa tych pisarzy wczesnochrześcijańskich, których wybitność weryfikuje się poprzez poczwórne kryterium: prawowierność nauki, świętość życia, starożytność i aprobatę Kościoła. Olbrzymią rolę w formowaniu tych kryteriów odegrał Wincenty z Lerynu, opierając swe założenia na anonimowym dziele Męczeństwo Polikarpa, Ireneusza z Lyonu Przeciw Herezjom, oraz innych pismach, w których łacińskie papa – skąd wywodzi się dzisiejsze pojęcie papież – oznaczało biskupa, autorytet, lub osobę godną szacunku, do wypowiedzi której odwoływano się na zasadzie argumentum ad auctoritatem. Również Cyprian z Kartaginy miał spory wkład w stworzenie kryteriów uznania pisarza starożytnego za godnego nazwania ojcem Kościoła.
1. Prawowierność nauki (doctrina orthodoxa) należy rozumieć jako wierne trzymanie się Urzędu Nauczycielskiego Kościoła, a nie jako całkowitą wolność od błędów. Ojcowie Kościoła są bowiem nie tylko świadkami tradycji, lecz również teologami, którzy w swych pismach przedstawiają swoje własne poglądy i naukę.
2. Świętość życia (sanctitas vitae) w rozumieniu starożytnego Kościoła, tj. nie ogranicza się tylko do tych, których współcześnie wymienia się w katalogu świętych i błogosławionych.
3. Starożytność (antiquitas) oznacza ograniczenie chronologiczne do pierwszych wieków historii Kościoła. Umownie przyjmuje się tych wszystkich pisarzy, którzy żyli na Zachodzie do 636 roku to jest do śmierci Izydora z Sewilli; na Wschodzie, do 749 roku, to jest do śmierci Jana Damasceńskiego.
4. Powszechne uznanie przez Kościół (approbatio ecclesiae) – ponieważ żyli przed rozłamami w chrześcijaństwie większość z nich jest uznawanych przez wszystkie Kościoły, które uznają Tradycję za ważne źródło doktryny wiary[5][6].

Według André Benoît, patrologa z ewangelickiego wydziału teologii w Uniwersytecie w Strasbourgu, dwa z powyższych czterech kryteriów, mianowicie prawowierność nauki (1) oraz starożytność (3) są problematyczne. Szczególnie antiquitas rodzi pytanie, czy życie w dawnych wiekach może być uznane za kryterium. Według tego teologa, kryterium to przywołuje skojarzenie z platońską idealizacją tego co dawniej: oni lepsi byli od nas i bliżej bogów mieszkali.
Według J. Ratzingera, mimo analogii z wizją Platona istnieje jednak radykalna różnica: ojcowie nie są nimi z racji samej starożytności. Także fakt ich historycznej bliskości czasów nowotestamentalnych nie dowodzi, że bliscy są pismom Nowego testamentu również duchowo. Jednak kryterium to mówi o ich bezpośrednim powiązaniu z wydarzeniem początkowym, jakim był okres apostolski:

Jeśli ich starożytność ma mieć pozytywną wartość teologiczną, uzasadnieniem jej może być jedynie fakt szczególnej przynależności do wydarzenia początkowego, albo jakieś powiązanie z nim węzłem wspólnoty, mającej specjalne znaczenie dla teologii.

Obaj teolodzy – Ratzinger i Benoît – zgadzają się, gdy zwracają uwagę na fakt decydujący, być może ważniejszy niż kryterium antiquitas (starożytności), że ojcowie są nauczycielami Kościoła jeszcze nie podzielonego.

## Teren działania
Ojcowie Kościoła działali na terenie całego Cesarstwa Rzymskiego i poza jego granicami np. w Syrii starożytnej. Cesarstwo to za czasów Dioklecjana dzieliło się wyraźnie na dwie części: zachodnią i wschodnią. Linia podziału przebiegała na granicy Italii, a istotne kryterium tego podziału stanowił język: na Zachodzie posługiwano się łaciną, na Wschodzie – greką.
Podrzędne okazywały się czynniki narodowościowe, które jednak wymuszały dalszy podział w obrębie owego dychotomicznego układu. I tak, w części zachodniej wydzielono: Italię, Afrykę, Galię, Hiszpanię, Ilirię i Anglię. Natomiast część wschodnia (Orient) obejmowała: Grecję, Azję Mniejszą, Antiochię, Palestynę i Egipt oraz Syrię.

## Podsumowanie
Pierwszym pisarzem, który sporządził biogramy ojców Kościoła, był Euzebiusz z Cezarei. Jego Historia Kościoła zawierała również wiele wyjątków z ich dzieł. Z tegoż opracowania korzystał później Hieronim ze Strydonu przy układaniu swego katalogu pisarzy kościelnych pt. O mężach sławnych. Dzieło to powstało w 394 r. i jest wzorowane na Plutarchu i Swetoniuszu. W zestawieniu obejmującym 135 autorów aż 78 pochodzi od Euzebiusza. Znamienne, że Filon, Józef Flawiusz i Seneka weszli do tego pocztu. Studium Hieronima kontynuowali pod tym samym tytułem Gennadiusz z Marsylii (V w.), Izydor z Sewilli oraz Ildefons z Toledo (VII w.). Średniowieczne i nowożytne próby powrotu do tych opracowań były nikłe.
Dopiero w wieku XIX, kiedy historiografia świecka zaczęła rozgraniczać starożytność od średniowiecza, patrolodzy zajmowali się wyłącznie najstarszą literaturą chrześcijańską. We Francji powstało wówczas monumentalne dzieło Migne’a. W całym zaś świecie pojawiły się liczne monografie i opracowania. Powstało też wiele podręczników patrologicznych.
Prawdziwy przełom przyniósł dopiero wiek XX. Dziś literatura ojców Kościoła tłumaczona jest na wiele języków. Wydawane np. przez francuski Institut des Sources Chrétiennes dzieła liczą już ponad 400 tomów patrystycznych. Opublikowana w styczniu 2006 r. polska bibliografia patrystyczna zawiera ponad 13 tys. polskich przekładów dzieł patrystycznych wykonanych w XX w.